# WDR-Gesetz
Das WDR-Gesetz ist die Rechtsgrundlage für den Westdeutschen Rundfunk Köln (WDR), eine gemeinnützige landesunmittelbare Anstalt des öffentlichen Rechts (Landesrundfunkanstalt) des Landes Nordrhein-Westfalen mit Sitz in Köln (§ 1 Abs. 1).
Das erste WDR-Gesetz stammt aus dem Jahr 1985. In seiner letzten Fassung aus dem Jahr 2011 hat das Gesetz 58 Paragrafen. Das Gesetz definiert den (Programm-)Auftrag und das Sendegebiet des WDR (§§ 3, 4, 4a). Es regelt den Anteil der Werbung am Programm (§§ 6a, 6b). Ein wesentlicher Teil des Gesetzes regelt die Organisation und die Gremien des WDR:  Den Rundfunkrat (§§ 15–19), den Verwaltungsrat (§§ 20–23) und den Intendanten (§§ 24–26). Da sich der WDR als landesunmittelbare Anstalt selbst verwaltet, gibt es für das Finanzwesen umfangreiche Regelungen (§§ 33–47).